# کلیسای جامع مسروب ماشتوتس مقدس
کلیسای جامع مسروب ماشتوتس مقدس (ارمنی: Սուրբ Մեսրոպ Մաշտոց եկեղեցի; انگلیسی: Saint Mesrop Mashtots Cathedral) یک صومعه حواری ارمنی واقع در اوشاکان، در استان آراگاتسوتن، ارمنستان می‌باشد. ساخت و ساز این ساختمان سال ۱۸۷۹ میلادی؛ به پایان رسید. این بنا به سبک معماری ارمنی طراحی شده‌است.